# Resistance: Burning Skies
Resistance: Burning Skies ist ein First-Person-Shooter von Nihilistic Software für die Handheld-Konsole PlayStation Vita. Er ist ein Ableger der Resistance-Reihe von Insomniac Games und erschien im Mai 2012.

## Handlung
Burning Skies spielt in einer alternativen Zeitlinie des Jahres 1951, in dem die insektenartigen Aliens der Chimera Europa weitgehend unter ihre Kontrolle gebracht und ihren Überfall auf das amerikanische Festland ausgedehnt haben. Die Handlung unterteilt sich in sechs Kapitel und spielt im selben Zeitraum wie der Serien-Erstling Resistance: Fall of Man. Schauplatz ist das zerstörte New York, durch das sich die Spielerfigur in Gestalt des Feuerwehrmanns Tom Riley auf der Suche nach seiner Familie hindurch durchkämpft. Unterstützung erhält der Spieler dabei von wechselnden KI-Begleitern.

## Spielprinzip
Das Spiel ist als Deckungsshooter konzipiert und nutzt für viele Spielfunktionen die Möglichkeiten des Touchscreens, bspw. um auf alternative Waffen-Modi umzuschalten oder Granaten auf Gegner zu werfen. An Mehrspieler-Modi stehen sechs Karten mit Deathmatch, Team Deathmatch und Survival für bis zu acht Spieler zur Auswahl.

## Entwicklungs- und Veröffentlichungsgeschichte
Resistance: Burning Skies wurde erstmals auf der Gamescom 2011 angekündigt. Es war der erste First-Person-Shooter für die Vita und wurde auch als erster Shooter für tragbare Konsolen bezeichnet, der ähnlich wie an stationären Konsolen die Möglichkeit zweier Analog-Sticks nutzen kann. Der Soundtrack wurde von Jason Graves und Kevin Riepl komponiert.

## Rezeption
Das Spiel erhielt gemischte Bewertungen. Vielfach wurde Resistance: Burning Skies bescheinigt, dass es die Umsetzbarkeit von First-Person-Shootern für eine tragbare Konsole belege. Allerdings wurden dem Titel bei der Gesamtqualität auch deutliche Schwächen bescheinigt.

„In vielen Momenten wirkt das Spiel unfertig oder schlichtweg wie eine irritierende Sammlung von Ideen, die nicht zu Ende gedacht wurden. Wie der fast zwanghafte Versuch, den Touchscreen der Vita als Gameplay-Element einzubauen. […] Sinnvoll ist nichts davon, unterbricht sogar den Spielfluss. Schade, sowohl Serie als auch Konsole hätten ein Spiel verdient, das wirklich Spaß macht.“

„Mechanisch bietet man solide, aber altbackene Ego-Action in linearen, visuell nur selten Vita-Standards entsprechenden sowie viel zu engen Abschnitten, die von zumeist höchst tumb agierenden Aliens bevölkert werden. Und obendrauf bekommt man eine Berührungssteuerung aufgezwungen, die einen in entscheidenden Momenten immer wieder unpassend vom rechten Stick trennt. […] Resistance Burning Skies mag vielleicht einen Triple A-Namen tragen, das Spiel dahinter ist maximal B-Niveau.“

“If, like me, you’ve been waiting to see how a first-person shooter feels on the Vita, then I can say that this game proves the potential of the genre. However, if you’d like your first Vita FPS to actually be good, then wait for something else, because Resistance: Burning Skies is far from acceptable.”

„Wenn man wie ich darauf gewartet hat zu sehen, wie sich ein Ego-Shooter auf der Vita anfühlt, dann kann ich sagen, dass dieses Spiel das Potenzial des Genres beweist. Wenn du jedoch möchtest, dass dein erster Vita-FPS wirklich gut ist, dann warte auf etwas anderes, denn Resistance: Burning Skies ist weit entfernt von einem akzeptablen Spiel.“

Resistance: Burning Skies war Nihilistics vorletzter veröffentlichter Titel. Innerhalb von fünf Monaten entwickelte und veröffentlichte Nihilistic ebenfalls für PlayStation Vita den First-Person-Shooter Call of Duty: Black Ops – Declassified, der nur noch überwiegend negative Kritiken erhielt. Oktober 2012 benannte sich die Firma in nStigate um, trat aber nicht mehr in Erscheinung.